# Okres Bytča
Okres Bytča je jedním z okresů Slovenska. Leží v Žilinském kraji, v jeho nejseverozápadnější části. Na severu hraničí s okresem Čadca, na východě s okresem Žilina a na západě s okresem Považská Bystrica.